# Université Loyola Marymount
L'université Loyola Marymount (en anglais : Loyola Marymount University ou LMU) est une université privée américaine située à Los Angeles, dans le sud de la Californie, et fondée par les jésuites.

## Personnalités liées à l'université

### Étudiants
- Michael Barber, évêque d'Oakland
- Barbara Broccoli, productrice américaine de cinéma
- Ben Cayetano, homme politique américain
- Tenzing Chonden, homme politique tibétain
- Johnnie Cochran Jr, avocat américain
- Clark Duke, acteur américain
- Eric Erlandson, musicien américain
- Bo Kimble, joueur américain de basket-ball
- Mila Kunis, actrice américaine
- Francis Lawrence, réalisateur américain
- Stephen McEveety, producteur américain
- Glen Morgan, producteur, scénariste, réalisateur et acteur américain
- Pete Newell, ancien entraîneur et dirigeant canadien naturalisé américain de basket-ball
- Jay Oliva, réalisateur et dessinateur américain
- Taylour Paige, actrice, danseuse et mannequin américaine

## Galerie

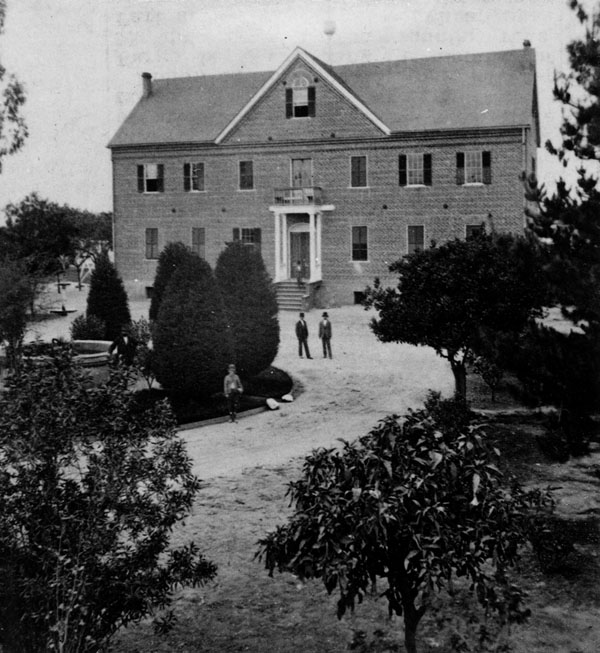
St. Vincent's College, 1867.
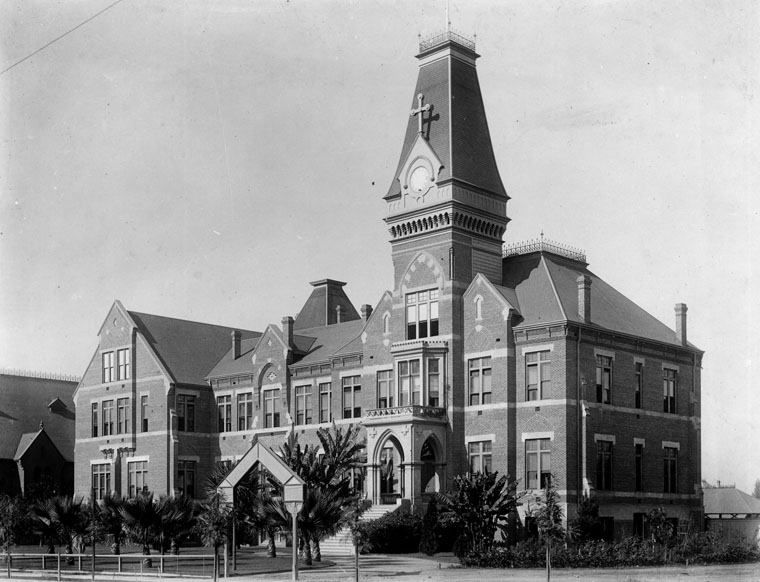
St. Vincent's College, 1905.

## Source
- (en) Cet article est partiellement ou en totalité issu de l’article de Wikipédia en anglais intitulé « Loyola Marymount University » (voir la liste des auteurs).